# Руда (приток Оки)
Руда́ — река в Глазуновском районе Орловской области. Устье реки находится в 1475 км по правому берегу реки Ока, восточнее села Богородское, на отметке высоты 173 м. Длина реки вместе с ручьем Сторожов составляет 25 км, площадь водосборного бассейна 130 км².
Первый крупный приток — реку Бук — ручей Сторожов принимает близ урочища Шушеровский Луг на высоте около 198 метров НУМ. Основные притоки Руды — реки Бук, Гремячая, Гнилуша.

## Данные водного реестра
По данным государственного водного реестра России относится к Окскому бассейновому округу, водохозяйственный участок реки — Ока от истока до города Орёл, речной подбассейн реки — бассейны притоков Оки до впадения Мокши. Речной бассейн реки — Ока.

## История
Река впервые упомянута в «Росписи рѣкѣ Окѣ» в «Книге Большему чертежу» в числе первых притоков Оки:

А отъ Тагина до Кромъ, по лѣвой сторонѣ верстъ съ 7, Тросна.
А отъ Тросны версты съ 4, съ лѣвой [же] стороны, пала въ Оку рѣчка Ракитна.
А противъ Ракитны, съ правой стороны Оки, пала рѣчка Руда, а Руда вытекла изъ подъ Пахнутцковой дороги, а [съ] верхъ Руды, отъ Руды съ полъ версты, по правой сторонѣ, на Пахнутсковой дорогѣ, изъ Мценска стоитъ сторожа, стерегутъ, чтобъ Пахнутсковою дорогою въ Русь безвѣстно Татарова не приходили, а приходятъ тою дорогою Татаровя съ Муравскія и съ Изюмскія дороги, отъ Семи, от Мѣловаго броду. А ниже рѣчки Руды пала въ Оку верстъ съ 10, рѣчка Рѣчица, отъ Кромъ верстъ с 10 же".

Это описание карты, составленной по указанию Иоанна Васильевича после 1552 года и перерисованной ок. 1600 (известная, третья, редакция составлена в Разрядном Приказе в 1627 г.) «Из-под Пахнутцевой дороги» — это условность, которая значит просто, что на карте Руда начиналась примерно там, где пролегала Пахнутцева дорога (ответвление Муравского шляха). Кроме того, из этого следует, что в росписи за исток Руды принимался Сторожов (Сторожев) ручей, который тогда же и получил своё название.
Верховья Руды — это ручей Сторожов (Сторожев), название которого происходит от слова «сторожи» и появилось в начале XVII века, после того как был разработан «Приговор о станичной и сторожевой службе». В конце XVI века местность ещё была не заселена, и кроме «сторожей» там ничего не было. Из «Отписки Мценского воеводы о посылке в города вѣстовщиков и на сторожи сторожей, с приложением росписи сторожам» следует, что у истоков реки располагалась шестая сторожа, состоявшая из 4 человек — 2 из Орла и 2 из Мценска:

5-я сторожа усть Луковца, от Мценска 100 верст, проезду отъ Луковца до Руды 50 верст; 6-я сторожа верх Очки на Руде, от Мценска 100 верст, а проезду от Руды до Долгаго Колодезя 60 верст".

Книга Большому Чертежу упоминает эту сторожу на Пахнутцковой дороге. Ручей, таким образом, вытекал из ур. Верх Очки («верхом» в Орловской области называется овраг).
Сейчас Сторожов ручей образуется слиянием четырёх мелких ручьёв в окрестностях села Отрада. Село Сторожево или Сторожевое (позже переименованное в Старополево или Старое Полево) получило название по названию ручья, протекающего по его южной окраине. Сельцом Сторожево (Старое Полево), так же как сельцом Очки и д. Александровка в XIX веке владела Екатерина Михайловна Палицына.
Определить, где кончается Сторожов ручей и начинается Руда, можно только условно: очевидно, что ниже села Ловчикова, где находился посёлок Руда, ныне нежилой (на современных картах ур. Руда). На карте ЗИ и сделанной на её основе опорном плане река перестает быть Сторожевым ручьем и становится Рудой в урочище Шушеровский Луг, после впадения справа ручья, который в нескольких десятках метров от устья образуется из двух ручьев: один вытекает из балки Сыркова Яма близ д. Преображенская (ныне нежилой), другой из балки Савакинский Луг (Собакинский Луг) в деревне Володарская (Собакино) из пруда на окраине Тороповского леса.

### Происхождение названия
Руда — «праславянский апеллятив *ruda… в значении 'красноватая, ржавая почва'». Название, распространенное в истоках Оки (ср., например, река Рудка (левый приток Оки) в Свердловском районе, на которой расположен курганный могильник Плота (Плоты) XI−XIII вв.), продублировано в ряде других гидронимов и связанных с ними топонимах: «деревня Руда по оврагу Ржавца», хутор Ржавец, балка Аржавят (близ села Тагино) в Глазуновском районе.